# Antonio Serra
Antonio Serra foi um filósofo italiano do fim do século XVI, assim como um economista mercantilista.